# Rivière la Pêche Sud
Rivière la Pêche Sud är ett vattendrag i Kanada.   Det ligger i provinsen Québec, i den sydöstra delen av landet, 40 km nordväst om huvudstaden Ottawa.
I omgivningarna runt Rivière la Pêche Sud växer i huvudsak blandskog. Runt Rivière la Pêche Sud är det glesbefolkat, med 10 invånare per kvadratkilometer.